# Cryptochilus carinatus
Cryptochilus carinatus é uma espécie de orquídea (Orchidaceae) do Sudeste Asiático.